# 加利市镇
加利市镇，是格魯吉亞西北部阿布哈茲自治共和國的市镇，行政中心为加利。市镇面积为1,003平方公里，2003年人口29,287，人口密度每平方公里47.9人。
該地由事實上獨立的國家阿布哈茲實際控制，格魯吉亞宣稱主權而從未實際管轄，管轄範圍與阿布哈茲的加利区范围更大一些。